# Castillo de Salmerón
El castillo de Salmerón fue un castillo-palacio situado sobre un cerro al sureste de la localidad de Salmerón (Guadalajara, España). Hoy se encuentra desaparecido y se situaba donde hoy se encuentra el cementerio municipal.

## Historia
Fue mandado construir por el infante Don Juan Manuel en el siglo XIV como señor de la villa, al igual que el castillo de Cifuentes, también de su propiedad. En Salmerón pasaba épocas dedicadas al descanso y a la cetrería. También, fue en el castillo de Salmerón donde concluyó su obra El conde Lucanor.
Según indica el geógrafo Tomás López en sus relaciones topográficas de 1787, fue destruido en el siglo XVIII, aunque ya se encontraba por entonces en ruina progresiva por el desuso, y sus piedras fueron usadas para la construcción de edificios en la localidad, así como en las tapias del cementerio que hoy ocupa su lugar.